# Franco Palumbo
Franco Palumbo (Napoli, 1926 – 1969) è stato un pittore italiano, tra i fondatori dell'arte nucleare a Napoli e del "Gruppo 58".

## Biografia
Nel dopoguerra viene scoperto dal pittore Armando De Stefano. Compie gli studi presso l'Accademia di belle arti di Napoli sezione pittura diretta dal professore Emilio Notte.
Nel 1954 diventa insegnante di pittura presso  l'Accademia delle Belle Arti di Napoli. Sempre nello stesso partecipa alla Seconda Rassegna d'Arte del Mezzogiorno e nel 1956 alla Prima Rassegna delle Arti Figurative presso la Mostra d'Oltremare di Napoli.
Il 03/10/1962 diventa padre, il figlio, Antonio Palumbo , seguirà le sue orme con la corrente post nucleare per poi proseguire nell'arte della musica, arti visive, elaborazioni video musicali. L'evento fermo' la sua attività per un po'.
Nel 1964 assume la cattedra di docente proprio nella stessa Accademia, insegnando "figura disegnata".
Risalgono al 1953 primi contatti con Enrico Baj, quando si reca con Guido Biasi, Tony Stefanucci e Mario Colucci a Milano: cominciano così i primi esperimenti artistici in ambito nucleare.
Prima di aderire al movimento di Pittura Nucleare, approfondì per conto suo lo studio di tutta la Storia dell'Arte Italiana e straniera ed esaminò con scrupolosità tutte le manifestazioni pittoriche Italiane dall'Impressionismo all'Astrattismo. E della nuova estetica pittorica divenne il più autorevole  rappresentante del gruppo Napoletano. (Fonte: Umberto Schioppa, Arte Napoletana Contemporanea).
Nel 1958 con i pittori, G. Biasi, M. Colucci G. Tatafiore, A. Bisanzio, R. Barisani, S. Fregola, L. Del Pezzo, M. Persico, B. Di Bello, L. Castellano, espone presso la Galleria Medea. Nello stesso periodo è tra i fondatori di Documento Sud e del noto Gruppo 58.
Nel 1959 partecipa con altri 15 pittori e con E. Baj, G. Novelli, A. Perilli, M. Rotella, alla Prima Rassegna Documento dell'Arte Attuale nel Sud (Galleria San Carlo).
È presente alla Quadriennale d'Arte di Roma nel 1951, 1955, 1960

## Opere nei musei
Museo d'Arte delle Generazioni Italiane del 900, G. Bargellini, (Bologna).
Museo del Novecento, Castel Sant'Elmo, Museo dei Beni Culturali (Na)
Museo sperimentale d'arte contemporanea galleria civica d'arte moderna (Torino).
Museo d'Arte Contemporanea, Palazzo Reale, (Genova).

## Fonti
Storia dell'Arte Italiana del 900, di Giorgio Di Genova, (Generazione anni venti). Edizione Bora.
Nuove tendenze nelle arti a Napoli, Elio De Rosa Editore.
Art Nucleare, autore Tristan Sauvage, edizione Volo, Paris.
L'arte a Napoli nella seconda metà del Novecento, autore Vitaliano Corbi, Papano Edizioni.
Arte Napoletana contemporanea di Umberto Schioppa, libreria internazionale Treves.